# Estadio Metropolitano de Fútbol de Lara
Das Estadio Metropolitano de Fútbol de Lara ist ein Fußballstadion in der venezolanischen Stadt Cabudare, rund 20 Kilometer von Barquisimeto entfernt, im Bundesstaat Lara. Es ist die Heimspielstätte der in Barquisimeto ansässigen Fußballvereine Deportivo Lara und Unión Lara. Es war einer von neun Austragungsorten der Copa América 2007, Spielort der U-17-Fußball-Südamerikameisterschaft der Frauen 2016 und ist auch für die U-20-Fußball-Südamerikameisterschaft 2025 als solcher vorgesehen.

## Geschichte
Die Anlage wird seit 2007 genutzt und hat derzeit eine Kapazität von 40.312 Sitzplätzen. Geplant war die Fertigstellung der Spielstätte im Jahr 2007. Durch Verzögerungen wurde das Fußballstadion offiziell erst 2009 eröffnet. Während der Copa América 2007 waren nur die Haupt- und Gegentribüne überdacht und auf den Hintertortribünen fehlte der Oberrang. Das Estadio Metropolitano de Fútbol de Lara ist das bisher einzige größere Stadion in Venezuela ohne eine Leichtathletikanlage. Zu den 40.312 Plätzen gehören auch 270 V.I.P.-Plätze, 24 behindertengerechte Plätze und 690 Plätze für die Journalisten sowie 30 Logen. Die Anlage wurde u. a. mit einer Sauna, Aufwärmplatz mit Kunstrasen, Anti-Doping-Kontrollraum, Fitnessstudio und medizinischen Räumen ausgestattet. Die in das Dach integrierte Flutlichtanlage ist mit 240 Scheinwerfern mit je 2.000 Watt ausgestattet. Unter dem Dach der Hintertortribünen sind auf beiden Seiten eine Videoanzeigetafel angebracht. Um das Stadion sind drei Parkplatzflächen angelegt mit insgesamt 4.000 Stellplätzen.

## Spiele der Copa América 2007
Gruppe C:
- 5. Juli 2007:  Vereinigte Staaten –  Kolumbien 0:1
- 5. Juli 2007:  Argentinien –  Paraguay 1:0

Viertelfinale:
- 8. Juli 2007:  Argentinien –  Peru 4:0

## Länderspiele Venezuelas
Bisher trug die venezolanische Fußballnationalmannschaft der Männer drei Partien im Estadio Metropolitano de Fútbol de Lara aus.
- 3. März 2010:  Venezuela –  Panama 1:2
- 7. September 2010:  Venezuela –  Ecuador 1:0
- 22. Dezember 2011:  Venezuela –  Costa Rica 0:2